# 潘凤
潘鳳是歷史小說《三國演義》中的虛構人物，在第五回中登場。根據《三國演義》中的描寫，潘鳳是冀州（現在河北南部）牧韓馥部下將領，使用大斧作爲兵器。在各諸侯起兵討伐董卓時，潘鳳於汜水關與董卓軍都督華雄交戰，被華雄殺死。在小說中，這個人物是作為之後關羽“溫酒斬華雄”的襯托。在一些二次創作中，潘鳳被描述成戰神般的人物，被誉为“无双上将”，曾掀起一陣熱潮。
《三國演義》中相關段落：

忽探子來報：“華雄引鐵騎下關，用長竿挑著孫太守赤幘，來寨前大罵搦戰。”紹曰：“誰敢去戰？”袁術背後轉出驍將俞涉曰：“小將愿往。”紹喜，便著俞涉出馬。即時報來：“俞涉與華雄戰不三合，被華雄斬了。”眾大驚。太守韓馥曰：“吾有上將潘鳳，可斬華雄。”紹急令出戰。潘鳳手提大斧上馬。去不多時，飛馬來報：“潘鳳又被華雄斬了。”眾皆失色。